# Forfar
Forfar (en gaélico escocés: Baile Fharfair) es una localidad y capital administrativa del concejo unitario de Angus, al este de Escocia, Reino Unido. En 2011 tenía una población de 14 048 habitantes.

## Historia
Está localizada en el valle de Strathmore, ancho valle de origen glaciar que recorre los Consejos de Perth and Kinross y Angus. En este valle los romanos instalaron una serie de campamentos avanzados para defenderse de los pictos. El campamento de Battledikes está situado a 5 km al nore de Forfar. Estos campamentos cayeron en manos de los pictos tras el abandono por los romanos de las islas británicas.
Los escotos sucedieron a los pictos en el siglo IX conquistando, entre otros, el castillo de Forfar. El rey Malcolm II de Escocia usó el castillo para defenderse de las incursiones danesas. Forfar fue creada ciudad real (en inglés: Royal burgh) por el rey Malcolm III.
Desde el siglo XVIII fue el centro del condado histórico de Forfarshire cuya denominación cambió en 1928 a la actual de Angus. En 1975 pasó a formar parte de la región de Tayside hasta que la Ley de Gobierno Local de Escocia de 1994 instauró un sistema de administración unitario volviendo a ser Angus un consejo independiente con Forfar como su capital administrativa.

## Transporte
Forfar está situada sobre la carretera A90 que une Edimburgo con Fraserburgh, en el Consejo de Aberdeenshire, a través de Perth, Dundee, Forfar y Aberdeen. Antiguamente cruzaba la población pero hoy en día existe una circunvalación que evita el paso por ella.
En cuanto al ferrocarril, Forfar tuvo una estación hasta el 3 de septiembre de 1967 en que fue cerrada la línea del Caledonian Railway, que unía Glasgow con Aberdeen, en el contexto de los recortes de gasto promovidos por Richard Beeching, presidente de la entonces compañía pública de ferrocarriles británicos British Rail. La estación fue demolida.
Existen servicios de autobús en dirección a Dundee, Arbroath, Kirriemuir y otras localidades cercanas.

## Deporte
La ciudad alberga un equipo de fútbol, el Forfar Athletic F.C. que juega en la Segunda División de la liga escocesa de fútbol. Tiene asimismo dos clubes en categoría junior, el Forfar West End F. C. y el Forfar Albion F. C. También existe un equipo femenino, el Forfar Farmington F. C..
El rugby a 15, llamado en el Reino Unido Rugby Union para diferenciarlo del Rugby League o rugby a 13, está representado en la ciudad por el Strathmore Rugby Football Club. También existen equipos de criquet, campo de golf, de bolos y un club náutico. La ciudad también tiene piscinas y una pista de hielo construida en los años 1990 que alberga al equipo local de curling.

## Lugares de interés

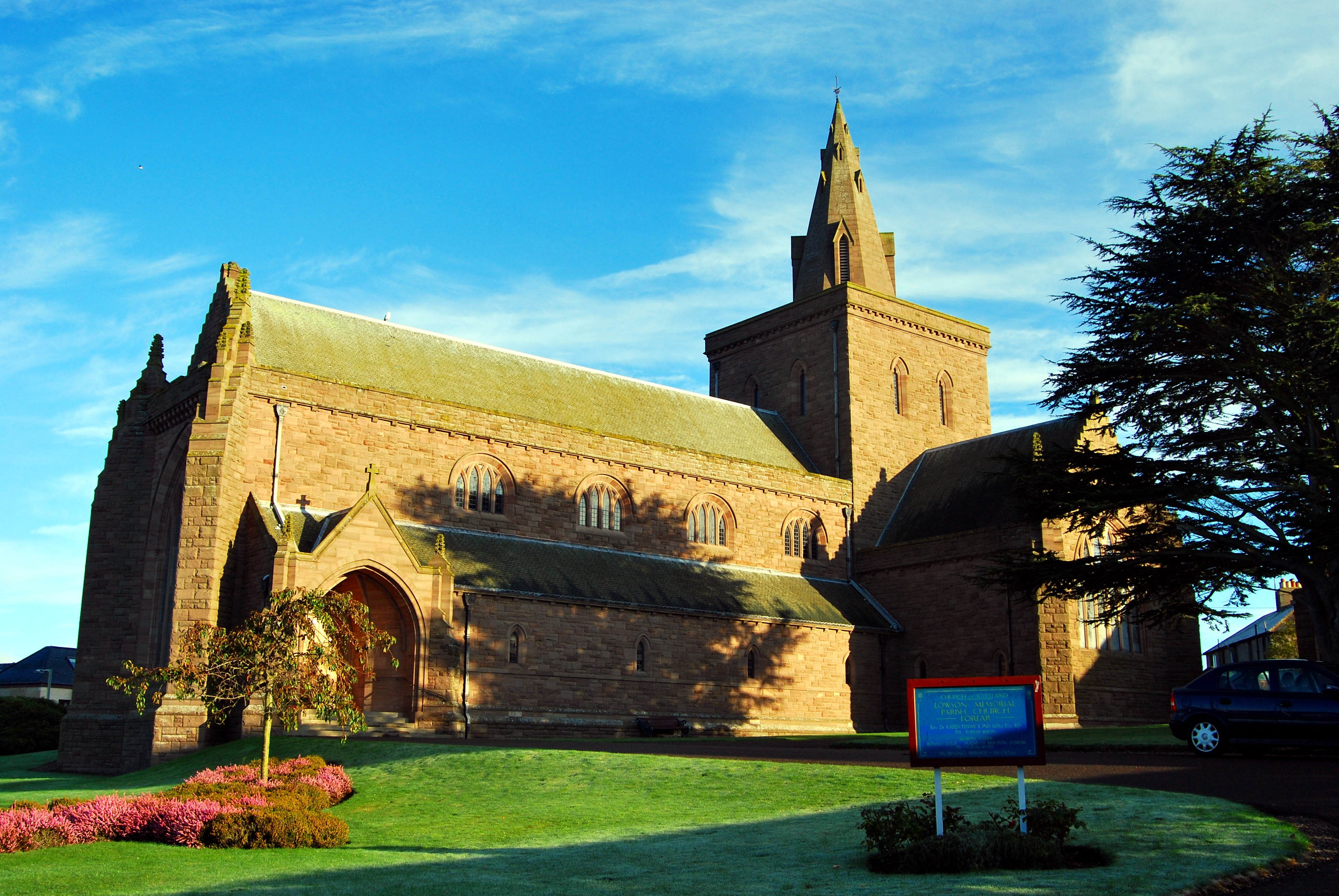
Iglesia Lowson Memorial

- East and Old Parish: es una iglesia del siglo XVIII con una característica torre de 45 m de altura. Está construida sobre otro edificio de culto construido por los monjes del priorato de Restenneth varios siglos antes.
- Lowson Memorial: es una iglesia construida en 1914 en estilo neogótico en la que destacan sus vidrieras.

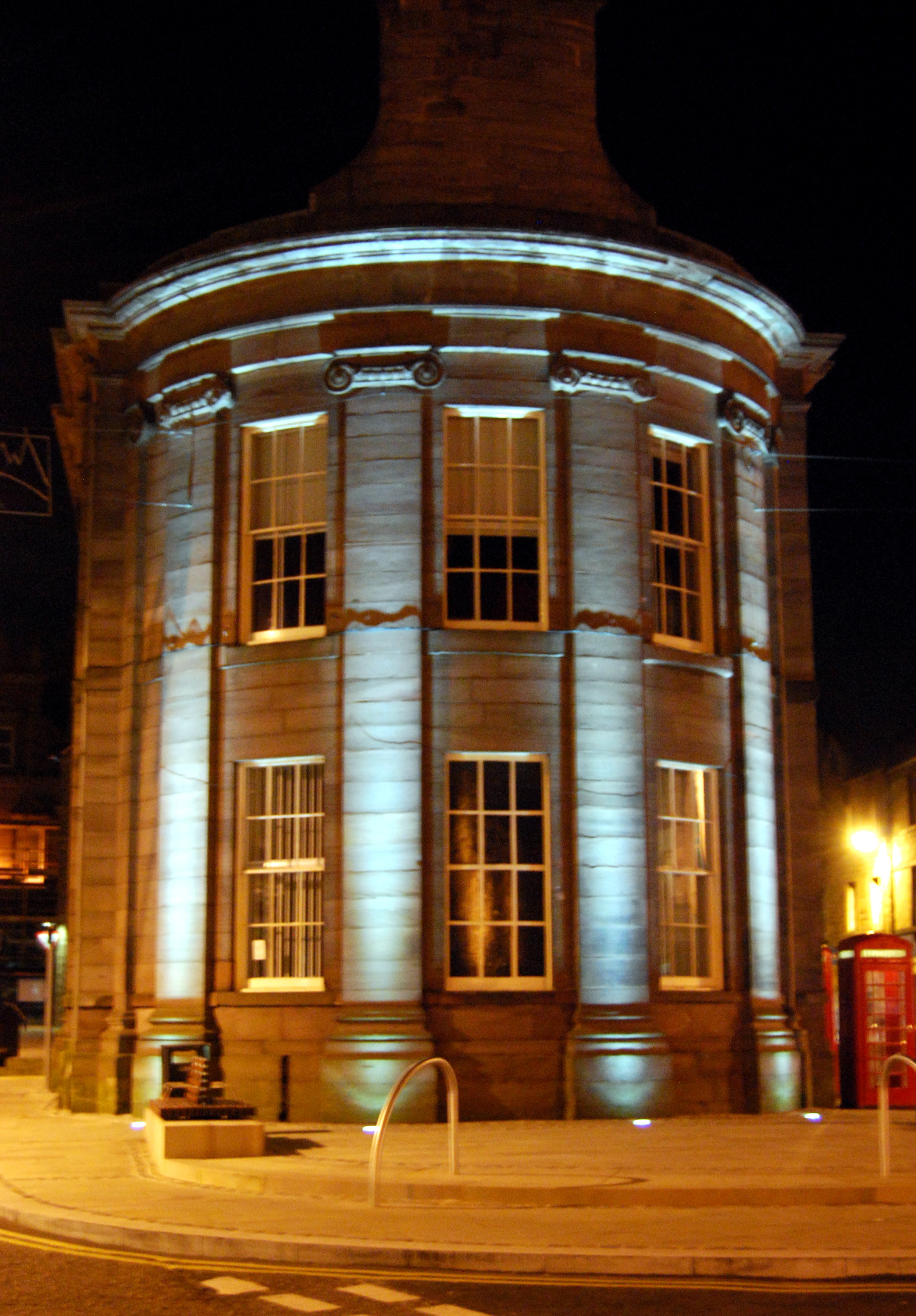
Ayuntamiento de Forfar
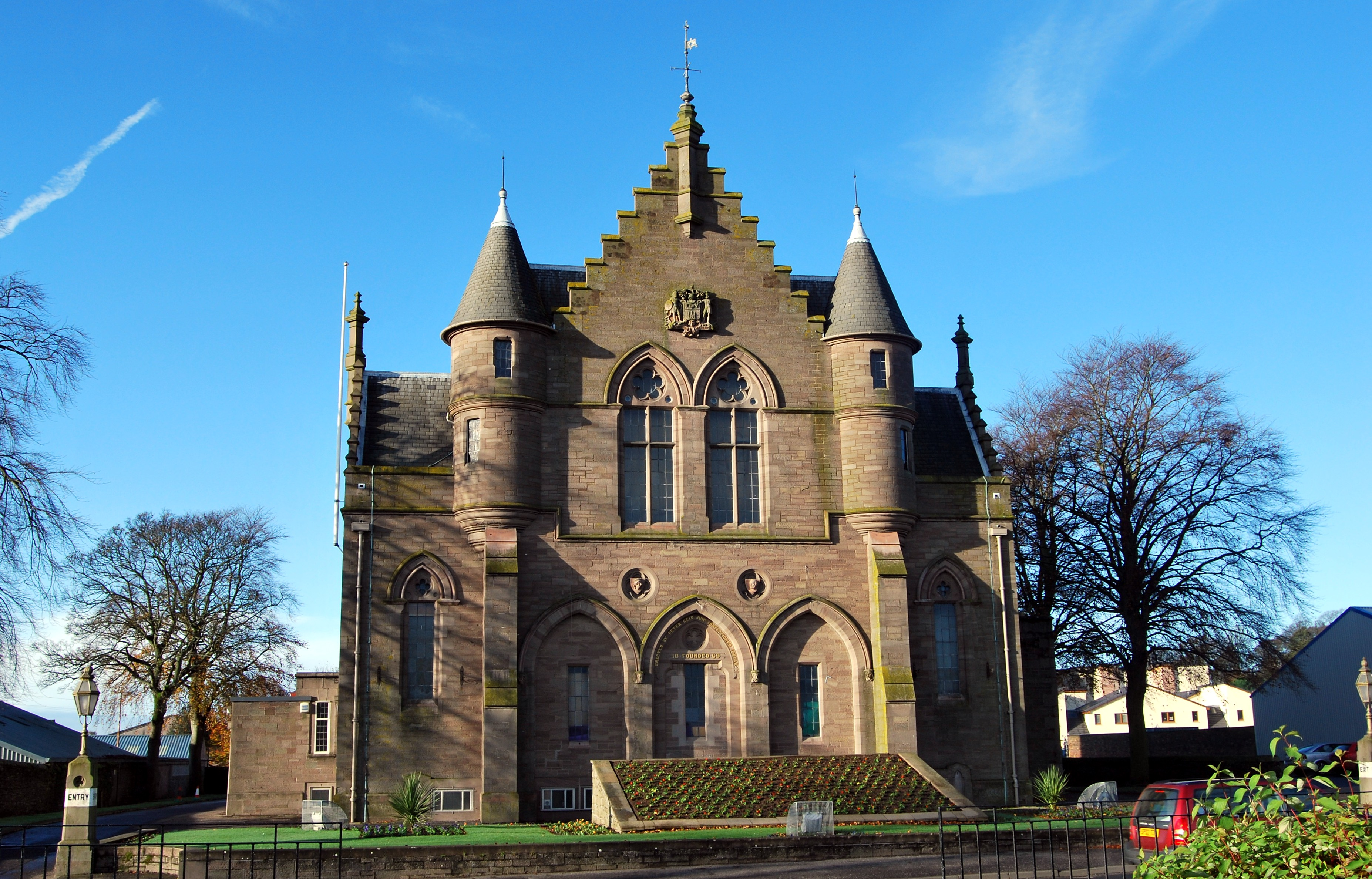
Reid Hall
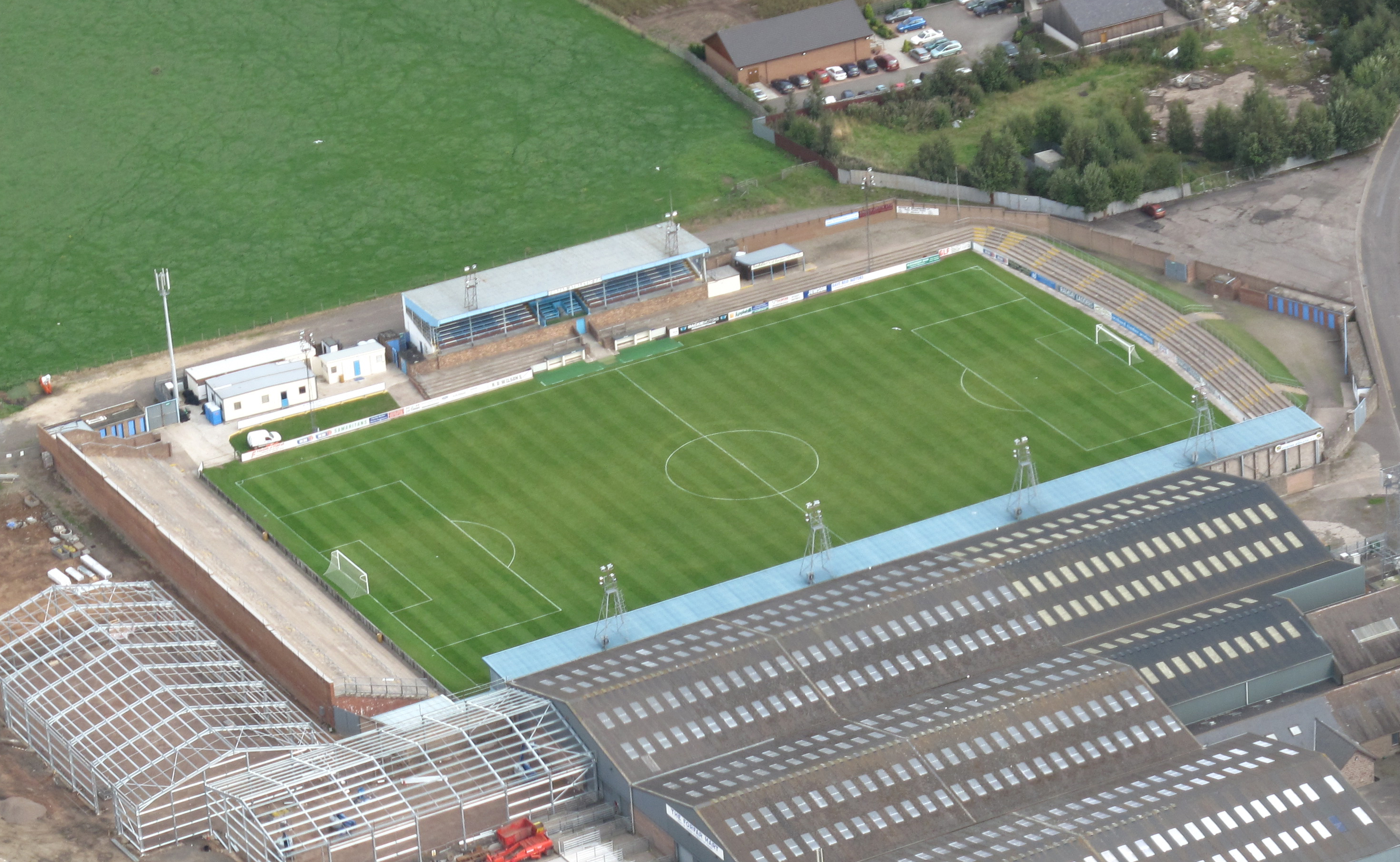
Campo de juego del Forfar Athletic F.C.
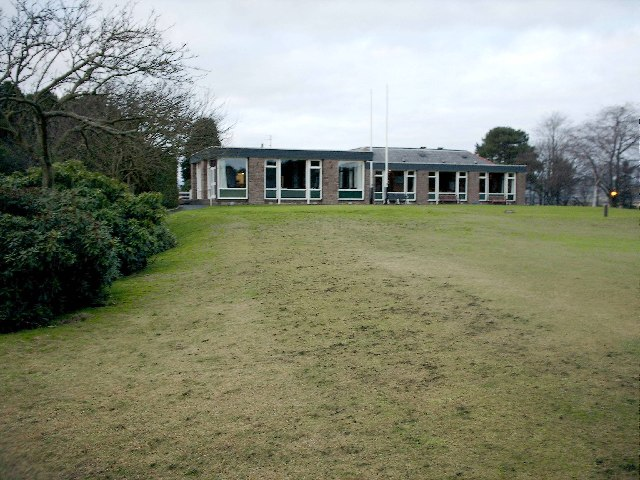
Club de golf de Forfar